# پاتریک تاتوپولوس
پاتریک تاتوپولوس (انگلیسی: Patrick Tatopoulos؛ زادهٔ تاریخ ورودی نامعتبر است) کارگردان فیلم، تهیه‌کننده فیلم، و طراح اهل فرانسه است.
از فیلم‌ها یا برنامه‌های تلویزیونی که وی در آن نقش داشته‌است می‌توان به میهن‌پرست، دراکولای برام استوکر، لیگ عدالت ، جان‌سخت ۴، ۳۰۰، ۱۰۰۰۰ سال پیش از میلاد و مرد پولادیناشاره کرد.